# Какао-порошок

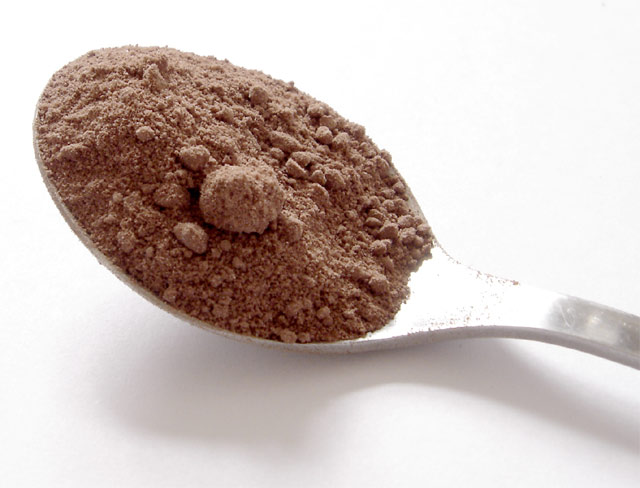

Кака́о-порошо́к — высушенный и измельчённый какао-жмых, который остаётся от тёртого какао после выжимки какао-масла, идущего на производство твёрдого шоколада. Порошок служит основой различных напитков, включая какао-молоко и горячий шоколад.

## Описание
После охлаждения в течение полусуток жмыховую основу измельчают в жмыходробилке сначала на крупные куски, а затем до степени высокодисперсионного порошка (размер частиц не более 16 нм). Если какао тёртое было предварительно обработано щелочами, то алкализованный порошок идеально подходит для суспензии; в советское время этот сорт назывался «Экстра».
Будучи неизбежным отходом производства шоколада, порошок относительно дёшев. Однако несколько веков тому назад, до того, как в Европе научились ценить твёрдый шоколад, ситуация была прямо противоположной: какао-масло считалось субпродуктом производства порошка и жидкого шоколада, поэтому стоило существенно дешевле.
Цвет порошка коричневый с красноватым оттенком.
Жирность обычного порошка составляет 14—17 %, однако вырабатывается и порошок с пониженной жирностью (5—8 %). Кондитеры используют этот полуфабрикат для изготовления шоколадных паст, глазури, пралине, начинки для вафель и некоторых видов печенья.
В России лидерами рынка какао являются фабрика «Красный Октябрь», с советского времени выпускающая порошок «Золотой ярлык», и международный концерн Nestlé с маркой «Nesquik» (быстрорастворимое какао с добавками вроде сухого молока).

## Физические свойства

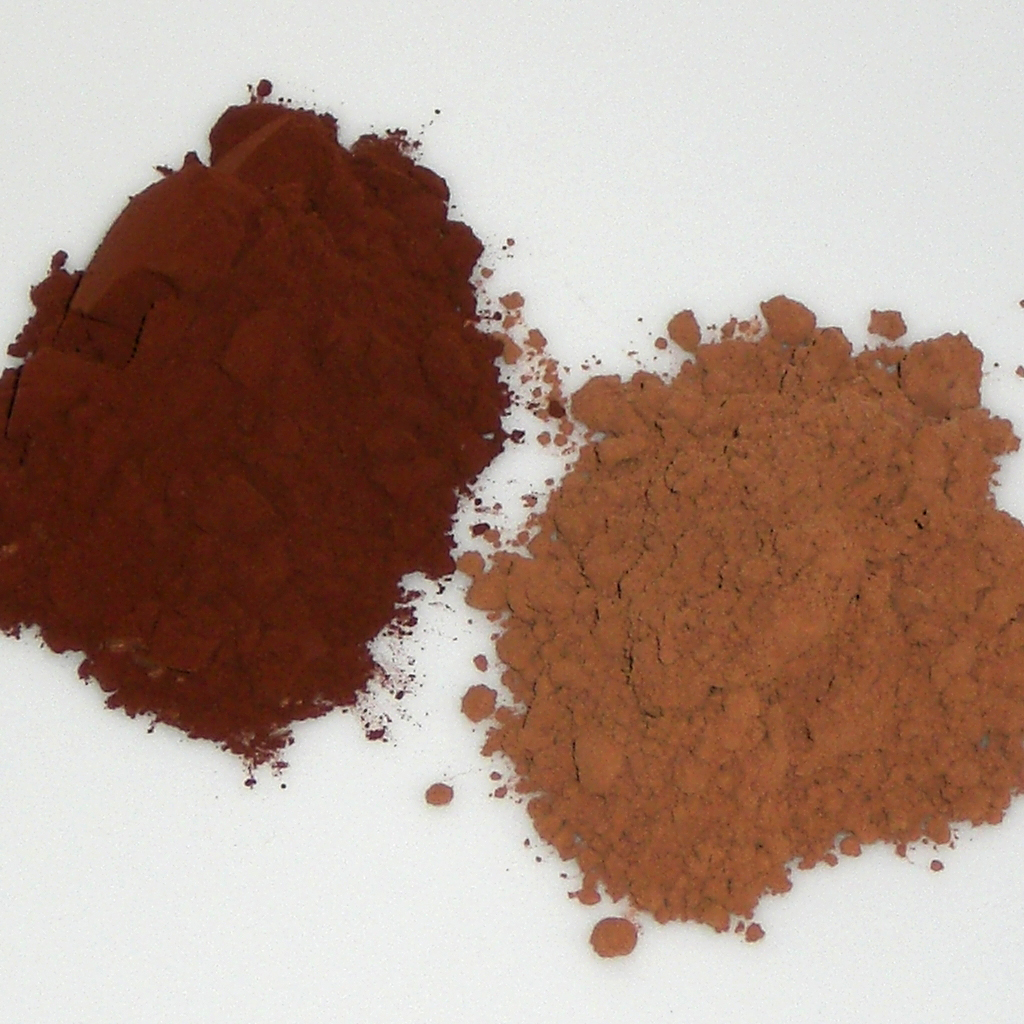
Голландский процесс какао (слева) по сравнению с процессом Брома, или «натуральным» какао (справа).

### Натуральный какао-порошок
Натуральный какао-порошок извлекается с помощью процесса брома, где после удаления какао-жиров из шоколадных зёрен оставшиеся сухие какао-бобы измельчаются в какао-порошок, который продаётся потребителям. Натуральный какао-порошок имеет светло-коричневый цвет и экстрагируемый рН от 5,3 до 5,8.
Из-за своей кислотности натуральное какао часто сочетается в рецептах с пищевой содой. Это нейтрализует кислотность и создаёт углекислый газ, который в тортах помогает им подняться.

### «Голландское какао» (Алкализованный какао)
Голландский процесс какао или голландское какао — это какао-порошок, который был обработан подщелачивающим агентом для изменения его цвета, нейтрализации рН и придания ему более мягкого вкуса по сравнению с «натуральным какао». Он является основным для большей части современного шоколада и используется в мороженом, горячем шоколаде и выпечке.
Процесс подщелачивания уменьшает горечь и улучшает растворимость, что важно для применения в напитках. Используемые алканизирующие агенты различаются, но чаще всего используются карбонат калия или карбонат натрия.

## Пищевая ценность
Какао-порошок богаче микроэлементами (такими, как кальций, магний, медь, фосфор, калий, цинк), чем какао-масло и, соответственно, твёрдый шоколад. До 10 % объёма составляют флавоноиды. В 100 г порошка содержится 15 мг кофеина и 2057 мг теобромина. Оба этих вещества известны как стимуляторы нервной системы.
Какао-порошок также богат флавоноидами (особенно флаван-3-олами), подмножеством полифенолов. Количество флавоноидов зависит от количества обработки и производства какао-порошка. Подщелачивание, также известное как голландская обработка, приводит к существенному снижению содержания в нем флавоноидов.

## Безопасность

### Содержание кадмия
Какао-порошок может содержать кадмий, токсичный тяжёлый металл и вероятный канцероген, обнаруженный в природе в высоких концентрациях, в почве некоторых регионов стран-производителей какао. Европейский союз ввёл ограничение (с 1 января 2019 года) на содержание кадмия в какао-порошке в размере 0,6 мкг на грамм какао-порошка и 0,8 мкг на грамм шоколада ≥ 50% общего сухого какао-порошка. В Канаде ежедневная порция натурального какао-порошка для здоровья должна содержать не более 6 мкг кадмия для человека весом 150 фунтов (68 кг) и 3 мкг для человека весом 75 фунтов (34 кг). Хотя правительство США не установило предела содержания кадмия в пищевых продуктах или продуктах для здоровья, штат Калифорния установил максимально допустимый ежедневный уровень перорального воздействия кадмия 4,1 мкг и требует, чтобы продукты, содержащие более этого количества на ежедневную порцию, несли предупреждение на этикетке. Одно исследование, проведённое независимой лабораторией потребительских испытаний, показало, что семь из девяти коммерчески доступных какао-порошков и зёрен, отобранных для тестирования, содержали более 0,3 мкг кадмия на грамм порции; пять из этих продуктов превысили предложенный ЕС предел в 0,6 мкг на грамм.

## Галерея

Старинные жестяные банки из-под голландского какао
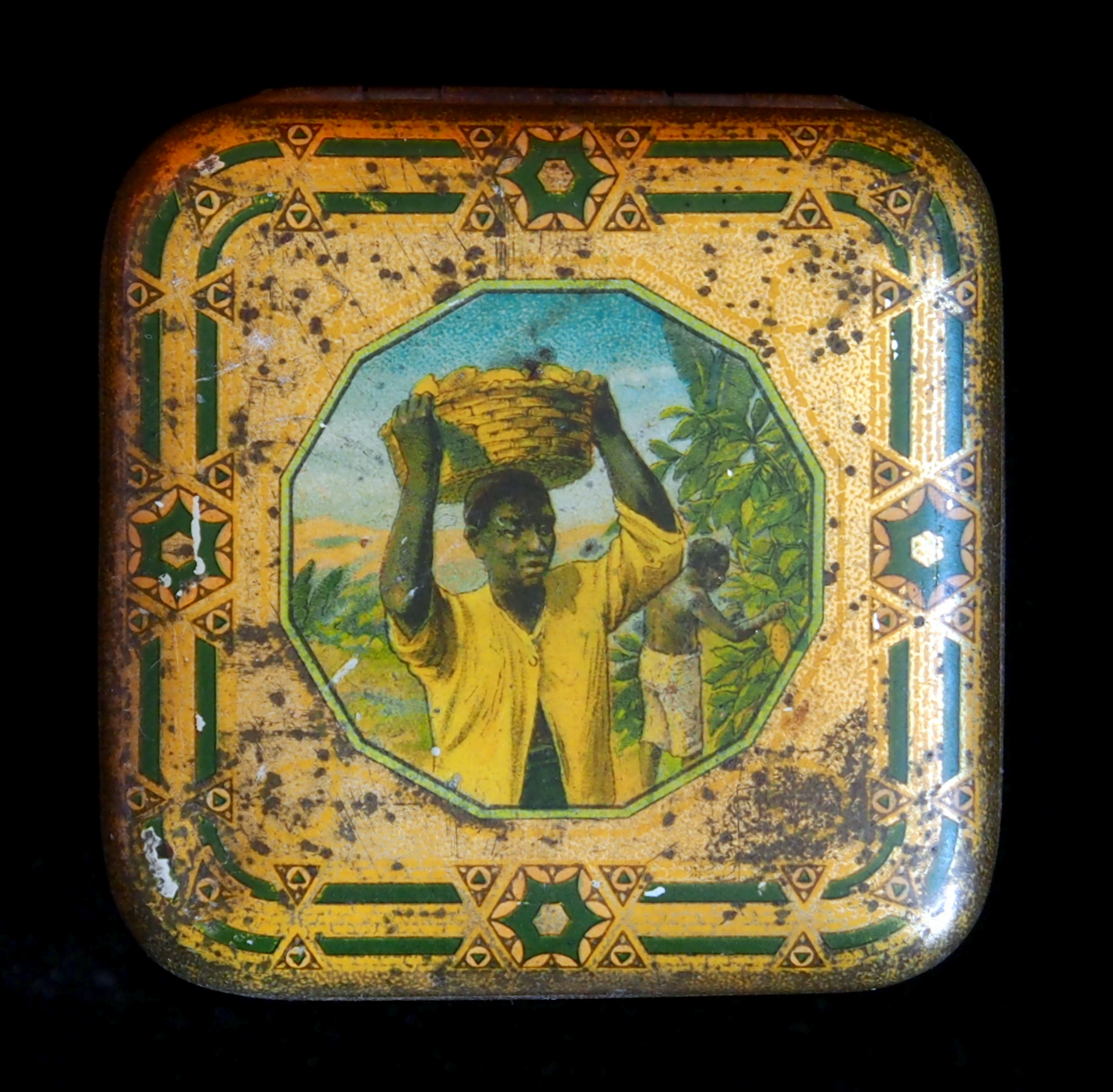
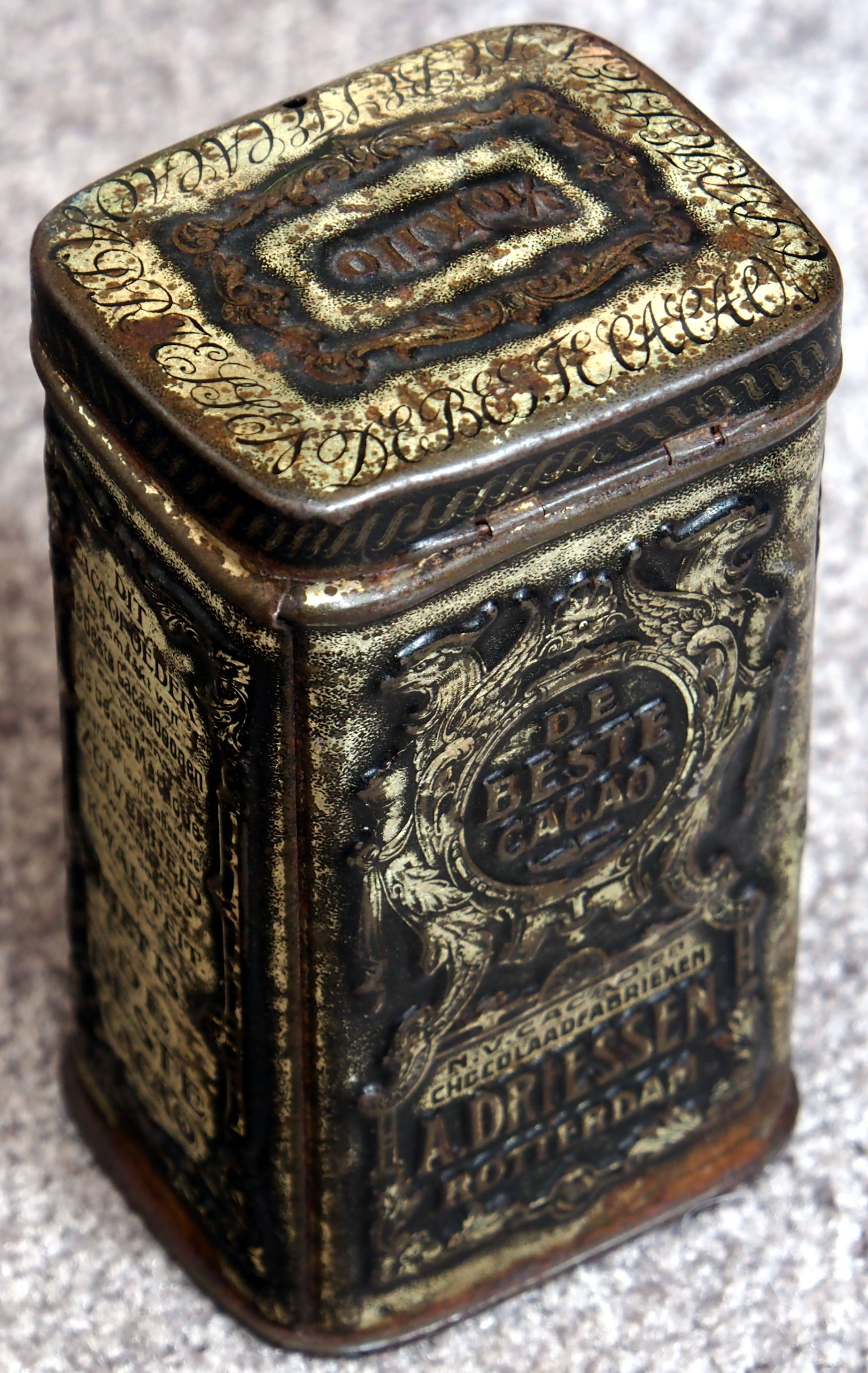
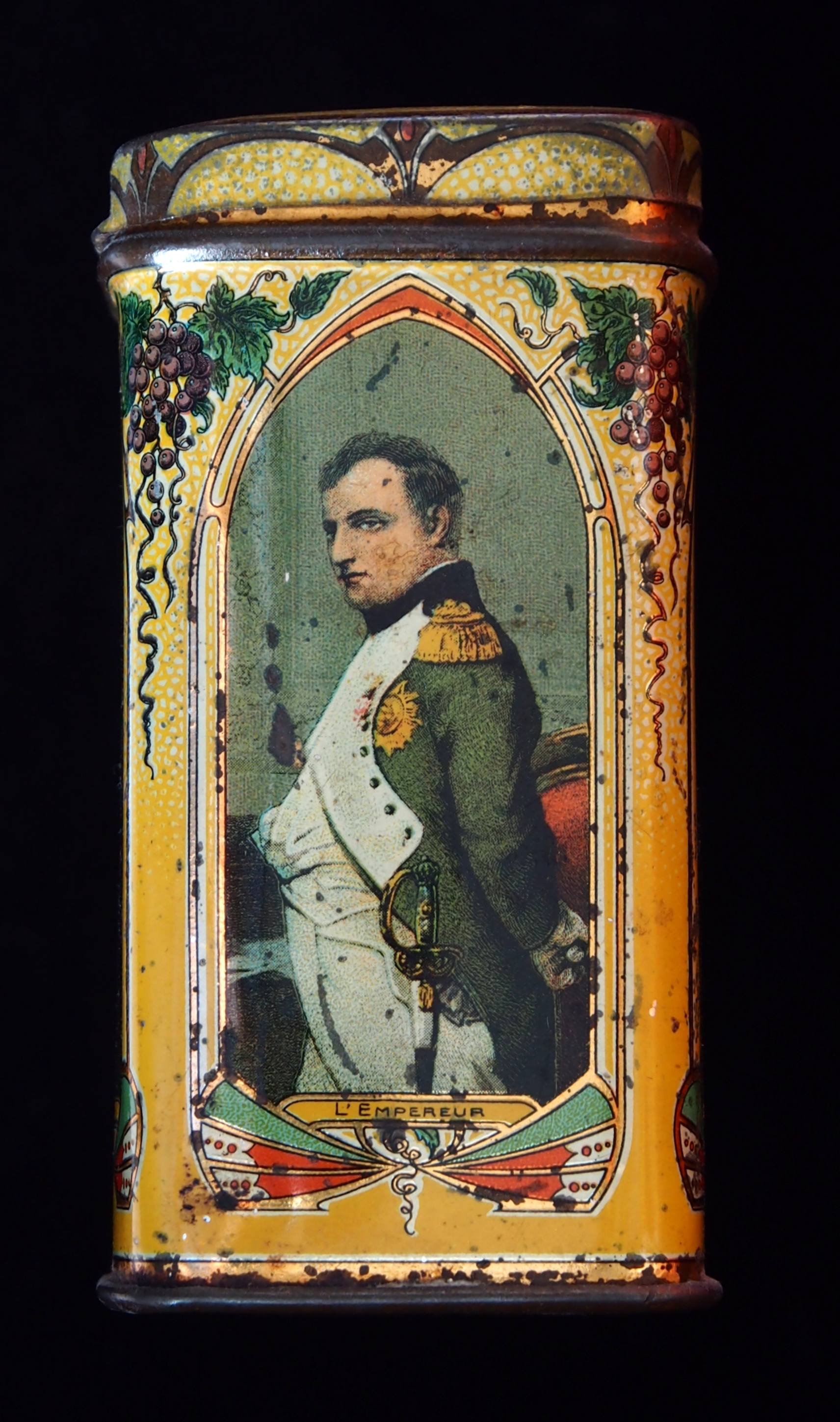
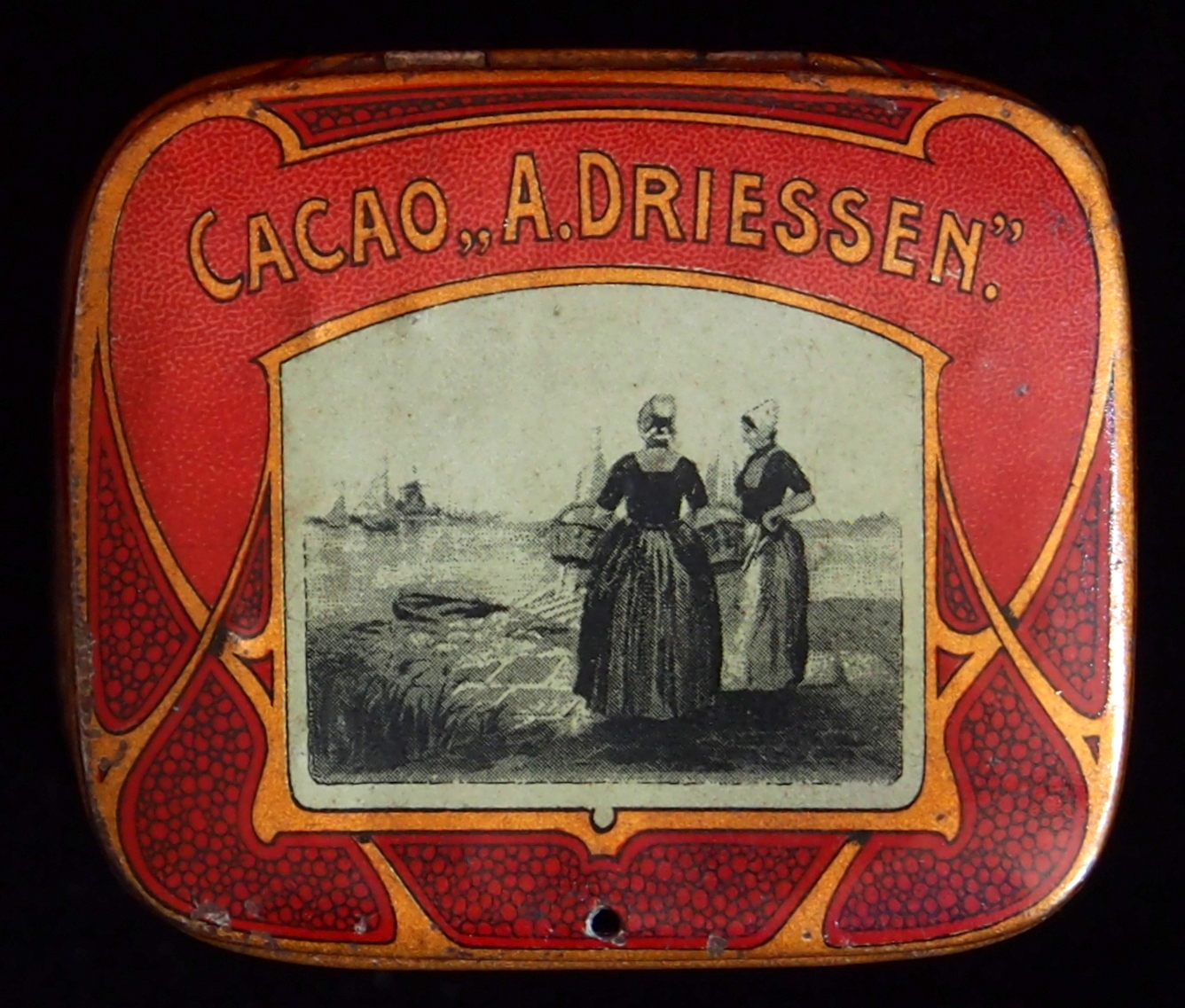
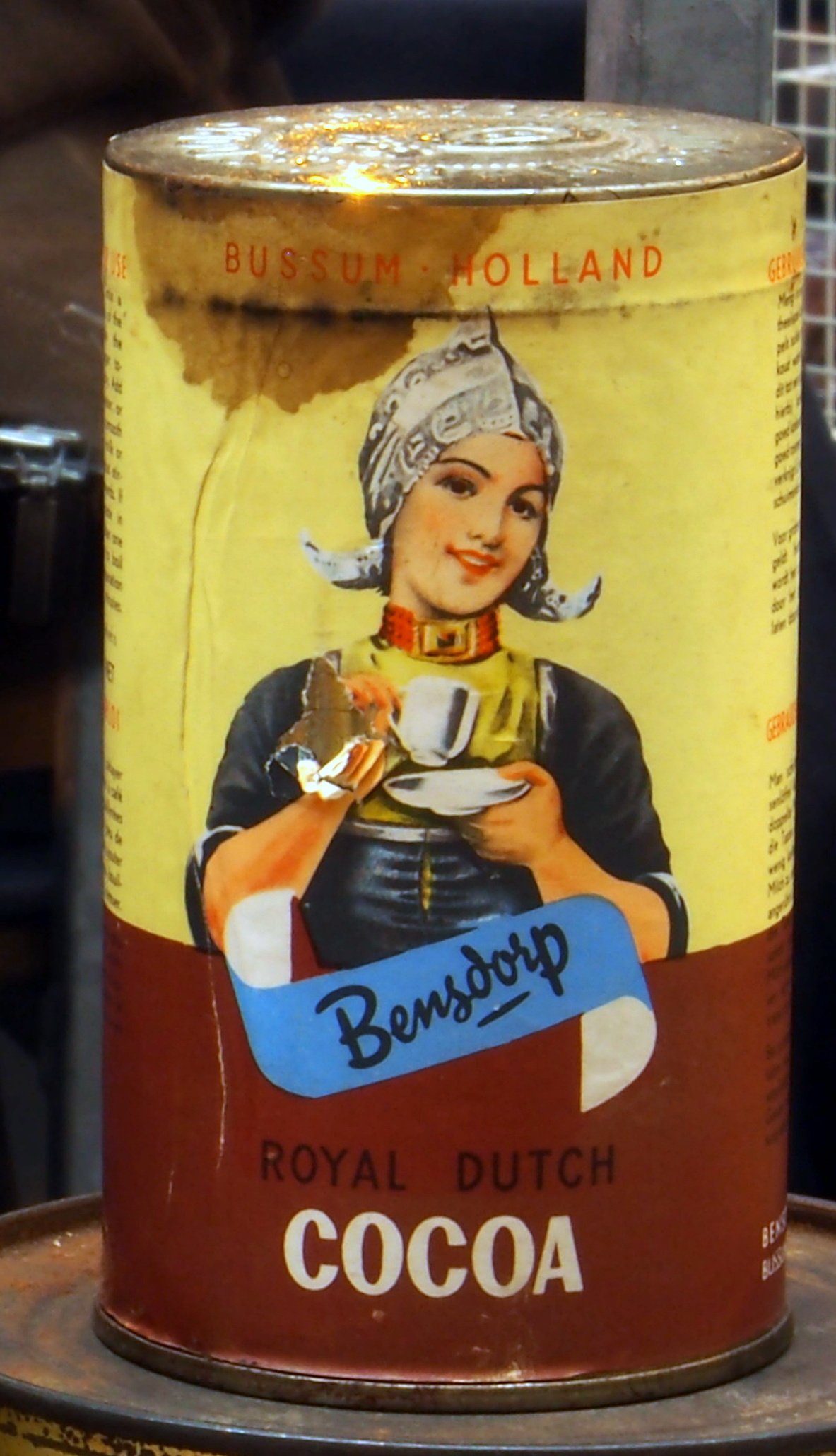